# Euspilotus spinolae
Euspilotus spinolae är en skalbaggsart som först beskrevs av Antoine Joseph Jean Solier 1849.  Euspilotus spinolae ingår i släktet Euspilotus och familjen stumpbaggar. Inga underarter finns listade i Catalogue of Life.